# Рифы Лесгафта
Ри́фы Ле́сгафта — группа из семи островов в архипелаге Земля Франца-Иосифа, Приморский район Архангельской области России.

## Расположение
Расположены в северной части архипелага в 2 километрах к северо-западу от острова Райнера.

## Описание
Состоят из трёх вытянутых рифов длиной 1,3 км, 1 км и 750 метров и четырёх рифов, не превышающих 100 метров в длину. Существенных возвышенностей не имеют, льдом не покрыты, редкие каменистые россыпи на крупных рифах.
Названы в честь педагога, анатома и врача Петра Лесгафта, основоположника научной системы физического образования и врачебно-педагогического контроля в физической культуре в России.